# Bio City Leipzig

Logo

Die Bio City Leipzig ist ein in Leipzig beheimatetes Technologie- und Gründerzentrum im Bereich Biotechnologie. Mit dem Start der „Biotechnologie-Offensive Sachsen“ im Jahr 2000 und mit dem Konzept, Wirtschaft und Wissenschaft unter einem Dach zu vereinen, erfolgte am 8. Februar 2002 die Grundsteinlegung. Die Eröffnung des Zentrums erfolgte am 23. Mai 2003. Das Investitionsvolumen betrug insgesamt 50 Mio. €, darunter 12,9 Mio. € von der Stadt Leipzig. Vermieter ist die LGH und Mietermangement betreibt die leap:up GmbH.[2]

## Wissenschaft und Wirtschaft

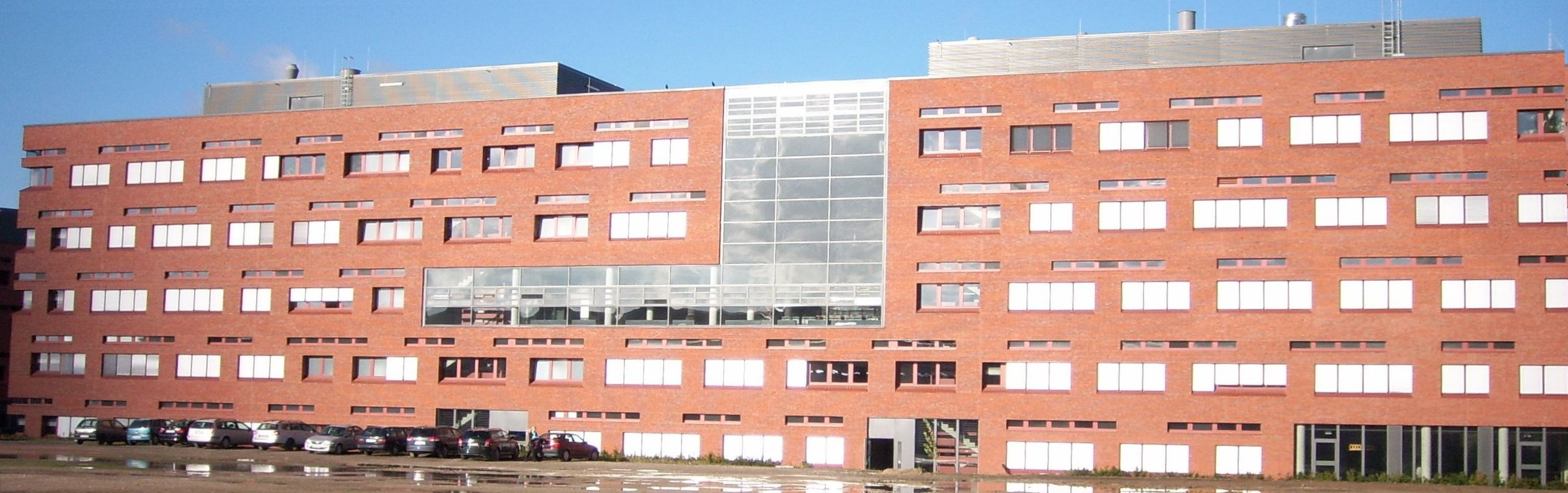
BIO CITY

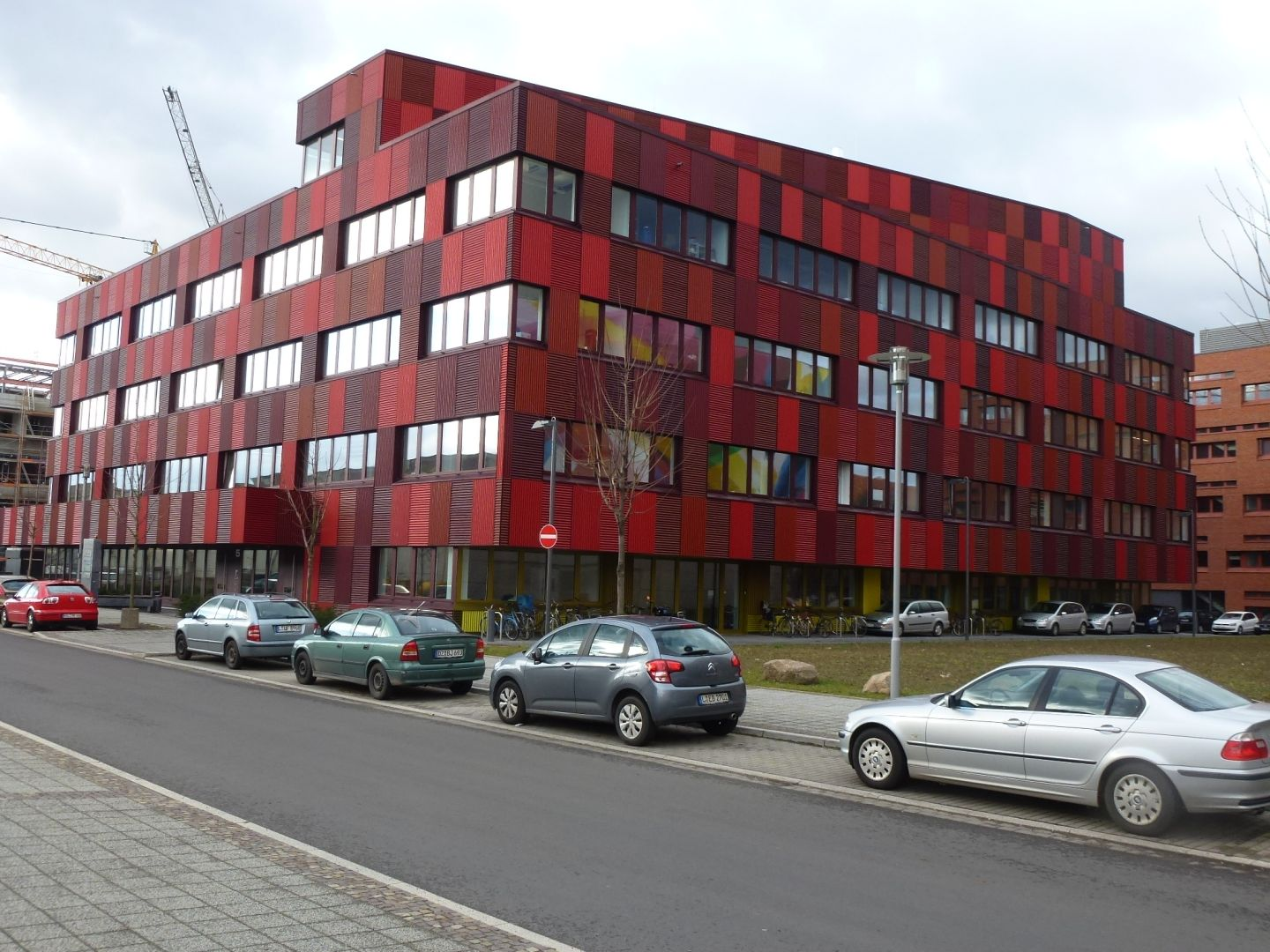
BioCube

Die Gesamtfläche der Bio City Leipzig beträgt 20.000 m². Drei Viertel der Fläche werden von Biotechnologieunternehmen und -gründern genutzt, ¼ der Fläche steht dem BBZ – dem Biotechnologisch-Biomedizinischen Zentrum – der Universität Leipzig zur Verfügung.
Wirtschaftliche und wissenschaftliche Schwerpunkte der ansässigen Unternehmen und des BBZ liegen insbesondere im Bereich der Weißen, Roten und Grünen Biotechnologie. In der Bio City Leipzig waren beispielsweise die Hauptsitze von Vita 34 International und Haema angesiedelt.

## Infrastruktur
Die Bio City Leipzig liegt am Deutschen Platz und ist Nukleus eines BioCity Campus mit dem Deutschen Zentrum für integrative Biodiversitätsforschung (iDiv) Halle-Jena-Leipzig, dem Max-Planck-Institut für evolutionäre Anthropologie, dem Fraunhofer-Institut für Zelltherapie und Immunologie, dem Translationszentrum für Regenerative Medizin Leipzig, Haema, den naturwissenschaftlichen Fakultäten und den Kliniken der Universität Leipzig in unmittelbarer Nachbarschaft. Hier befinden sich auch die Veterinärmedizinische Fakultät der Universität Leipzig und die Deutsche Nationalbibliothek.
2013 wurde ein Nachbargebäude, „BioCube“ genannt, mit 6.400 m² Fläche eröffnet, Vita 34 ist einer der Mieter.